# Konrad III av Burgund
Konrad III av Burgund, ibland kallad Konrad den fredlige, född på 920-talet, död i 19 oktober 993 och begravd i klostret Saint-André-le-Bas i Vienne, var kung av Burgund från år 937 till 993.
Konrad var son till kung Rudolf II av Burgund och Bertha av Schwaben. Han gifte sig först med Adélanie och ungefär år 964 med Matilda av Frankrike, dotter till den västfrankiske kungen Ludvig IV.

## Biografi
Konrad var minderårig när hans far, kung Rudolf II av Burgund, dog i juli 937. Hans mor Bertha gifte om sig med Hugo av Italien och man tror att Hugo ville ta kontroll över Burgund. Konrad kom dock till den östfrankiske kejsarens Otto I hov och Otto blev i praktiken Konrads förmyndare. Med Ottos stöd blev Konrad 942 i Lausanne vald till kung av Burgund. Sedan Hugo avlidit 948 kunde Konrad även ta kontroll över Nedre Burgund.
Kontrollen över Sankt Bernhardspasset gjorde Burgund viktigt för Ottos italienska politik. När Otto, år 951 gifte sig med Adelheid av Burgund blev Konrad Ottos svåger. Familjebanden stärktes ytterligare när Konrad gifte sig med Ottos brorsdotter Matilda. 
Under Konrad flyttades rikets tyngdpunkt söderut till Vienne. Han efterträddes av sin son Rudolf III av Burgund. 

## Barn
- Gisela av Burgund - gift med hertig Henrik II av Bayern
- Bertha av Burgund - gift med Odo I av Blois, senare med kung Robert II av Frankrike
- Gerberga av Burgund - gift med hertig Hermann II av Schwaben
- Rudolf III av Burgund